# Джино Россетті
Джино Россетті (італ. Gino Rossetti, нар. 7 листопада 1904, Ла-Спеція — пом. 16 травня 1992, Ла-Спеція) — італійський футболіст, що грав на позиції нападника. По завершенні ігрової кар'єри — футбольний тренер.
Виступав, зокрема, за «Торіно» та «Наполі», а також національну збірну Італії. Россетті є рекордсменом за кількістю голів в одному чемпіонаті Італії — 36 м'ячів.
Був відомий як Россетті ІІ, оскільки мав старшого брата Джузеппе, що також був відомим футболістом.

## Клубна кар'єра
Народився 7 листопада 1904 року в місті Ла-Спеція. Його ім'я повинно було бути Джино Розетті (італ. Gino Rosetti), але через помилку реєстратора муніципалітету Спеції, який неправильно записав прізвище, він став Россетті. Вихованець футбольної школи клубу «Спеція». Дорослу футбольну кар'єру розпочав 1921 року в основній команді того ж клубу, в якій провів п'ять сезонів, взявши участь у 103 матчах чемпіонату.
Його гру помітили керівники «Торіно», але «Спеція» відмовила у продажу гравця. Тоді Россетті став погрожувати, що поїде в Чилі, до свого брата Джузеппе Росетті, який грав у цій країні за «Коло-Коло», і буде виступати в чемпіонаті Чилі. Керівники «Спеції» повірили словами Джино, і Россетті став футболістом «Торіно».
У туринській команді Россетті став одним з лідерів клубу, утворивши знамениту трійцю нападу, названу «Чудове тріо» (італ. Il trio delle meraviglie), складену з нього самого, Адольфо Балонч'єрі та Хуліо Лібонатті. З «Торіно» Россетті виграв у 1927 році чемпіонат Італії. А в наступному сезоні Джино забив 23 голи, ставши одним з найкращих бомбардирів першості, чим допоміг своїй команді вдруге поспіль стати найсильнішою в Італії. У сезоні 1928/29 «Торіно» посів друге місце, пропустивши вперед «Болонью», але сам Россетті був кращим гравцем чемпіонату, забивши рекордні 36 м'ячів в 27-ми іграх. Це був рекорд кількості голів в одному сезоні вищого дивізіону Італії, якій зміг повторити аргентинець Гонсало Ігуаїн лише через понад 85 років у сезоні 2015/16. Загалом же Россетті виступав за «Торіно» до 1933 року, забивши за клуб 136 голів у 219 матчах в усіх змаганнях.
У 1933 році Россетті перейшов в «Наполі», але колишньої результативністю не відзначався, забиваючи менше 10 голів за сезон. Частково і через це 1937 року футболіст повернувся в «Торіно», але у сезоні 1937/38 зіграв лише 7 матчів у Серії А.
В сезоні 1938/39 виступав за «Спецію» у Серії В, де був капітаном і граючим тренером, після чого завершив ігрову кар'єру, хоча в майбутньому ще зіграв кілька ігор за нижчолігову «Мачерату», яку тренував у майбутньому.

## Виступи за збірну
27 січня 1927 року дебютував в офіційних іграх у складі національної збірної Італії у матчі із Швейцарією. Протягом кар'єри у національній команді, яка тривала усього 3 роки, провів у формі головної команди країни 13 матчів, забивши 9 голів.
У складі збірної був учасником футбольного турніру на Олімпійських іграх 1928 року в Амстердамі, на якому команда здобула бронзові нагороди, а також став чемпіоном і найкращим бомбардиром (разом з партнером по команді Хуліо Лібонатті) чемпіонату Центральної Європи в 1930 році.

## Кар'єра тренера
Після одного сезону зі «Спецією», Россетті два роки тренував «Мачерату», яку за підсумками першого сезону вивів з Серії С до Серії В, але в другому втримати її там не зумів.
В подальшому очолював клуб «Тернана» (в той час команда мала назву Polisportiva Fascista Mario Umberto Borzacchini), з яким під час сезону 1942/43 рік вийшов у плей-оф за право виходу в Серію В, але там поступився на користь «Варезе» і «Салернітани».
Після війни, під час сезону 1945/46 тренував «Ківассо», після чого протягом двох непослідовних сезонів (1948/49 і 1951/52) працював з клубом «Казале», також у Серії С.
Помер 16 травня 1992 року на 88-му році життя.
| Дата       | Місто     | Господарі  | Результат  | Гості          | Турнір                             | Голи | Примітки |
| ---------- | --------- | ---------- | ---------- | -------------- | ---------------------------------- | ---- | -------- |
| 30/01/1927 | Женева    | Швейцарія  | 1 – 5      | Італія         | товариський матч                   | 1    |          |
| 20/02/1927 | Мілан     | Італія     | 2 – 2      | Чехословаччина | товариський матч                   | -    |          |
| 24/04/1927 | Коломб    | Франція    | 3 – 3      | Італія         | товариський матч                   | -    |          |
| 25/03/1928 | Рим       | Італія     | 4 – 3      | Угорщина       | Кубок Центральної Європи 1927—1930 | 1    |          |
| 15/04/1928 | Порту     | Португалія | 4 – 1      | Італія         | товариський матч                   | -    |          |
| 22/04/1928 | Хіхон     | Іспанія    | 1 – 1      | Італія         | товариський матч                   | -    |          |
| 29/05/1928 | Амстердам | Франція    | 3 – 4      | Італія         | ОІ 1928                            | 1    |          |
| 01/06/1928 | Амстердам | Іспанія    | 1 – 1 д.ч. | Італія         | ОІ 1928                            | -    |          |
| 14/10/1928 | Цюрих     | Швейцарія  | 2 – 3      | Італія         | Кубок Центральної Європи 1927—1930 | 2    |          |
| 11/11/1928 | Рим       | Італія     | 2 – 2      | Австрія        | товариський матч                   | -    |          |
| 03/03/1929 | Болонья   | Італія     | 4 – 2      | Чехословаччина | Кубок Центральної Європи 1927—1930 | 3    |          |
| 07/04/1929 | Відень    | Австрія    | 3 – 0      | Італія         | Кубок Центральної Європи 1927—1930 | -    |          |
| 28/04/1929 | Турин     | Італія     | 1 – 2      | Німеччина      | товариський матч                   | 1    |          |
| Усього     |           | Матчів     | 13         |                | Голів (34 місце)                   | 9    |          |

### Статистика виступів у кубку Мітропи
| №                      | Розіграш               | Стадія                 | Дата та місце проведення | Команда 1              | Рахунок | Команда 2       | Голи |
| ---------------------- | ---------------------- | ---------------------- | ------------------------ | ---------------------- | ------- | --------------- | ---- |
| 1                      | 1934                   | 1/8                    | 17.06.1934, Відень       | Адміра (Відень)        | 0:0     | Наполі          |      |
| 2                      | 1934                   | 1/8                    | 24.06.1934, Неаполь      | Наполі                 | 2:2     | Адміра (Відень) |      |
| 3                      | 1934                   | 1/8 перегр.            | 1.07.1934, Цюрих         | Адміра (Відень)        | 5:0     | Наполі          |      |
| Всього у кубку Мітропи | Всього у кубку Мітропи | Всього у кубку Мітропи | Всього у кубку Мітропи   | Всього у кубку Мітропи | 3       |                 | 0    |

## Титули і досягнення

### Як гравця
- Чемпіон Італії (2):

«Торіно»: 1926–27, 1927–28
- Володар Кубку Центральної Європи (1):

Італія: 1927–30
- Бронзовий олімпійський призер: 1928

### Особисті
- Найкращий бомбардир чемпіонату Італії: 1928–29 (36 голів)
- Найкращий бомбардир Кубку Центральної Європи: 1927–30 (6 голів)[11]